# Gemeinde Proskau
Die Gemeinde Proskau, polnisch Gmina Prószków ist eine Stadt- und Landgemeinde im Powiat Opolski der Woiwodschaft Opole in Polen. Ihr Sitz ist die Stadt Prószków/Proskau mit etwa 2650 Einwohnern. Sie ist seit 2010 offiziell eine zweisprachige Gemeinde (deutsch und polnisch).

## Geographie
Die Gemeinde hat ein Gebiet von 121,2 km² und grenzt im Nordosten an die Kreis- und Woiwodschaftshauptstadt Oppeln (Oppeln). Proskau liegt etwa zwölf Kilometer südwestlich von Oppeln. Zu den Gewässern gehört der Prószkowski Potok (Proskauer Bach).

## Geschichte
Im Jahr 2004 wurden Proskau die 1863 aberkannten Stadtrechte wieder zuerkannt und die Gemeinde erhielt ihren heutigen Status. Seit dem 30. April 2010 ist die Gemeinde offiziell als zweisprachig bestätigt und die Stadt erhielt den amtlichen Namen Prószków/Proskau. Im Juni 2012 wurden zweisprachige Ortsschilder aufgestellt.

## Politik

### Gemeindevorsteher
An der Spitze der Gemeindeverwaltung steht der Gemeindevorsteher. Dies war viele Jahre Róża Malik von der Deutschen Minderheit, die 2018 von Krystof Cebula abgelöst wurde. Die turnusmäßige Wahl im April 2024 brachte folgendes Ergebnis:
- Krzystof Cebula (Wahlkomitee Krzystof Cebula) 59,4 % der Stimmen
- Justyna Szmechta (Wahlkomitee „Gemeinsam für die Gemeinde Proskau“) 40,6 % der Stimmen

Damit wurde Cebula bereits im ersten Wahlgang als Bürgermeister wiedergewählt.
Die turnusmäßige Wahl im Oktober 2018 brachte folgendes Ergebnis:
- Krzystof Cebula (Wahlkomitee Krzystof Cebula) 51,5 % der Stimmen
- Róża Malik (Wahlkomitee Deutsche Minderheit) 48,5 % der Stimmen

Damit wurde Cebula bereits im ersten Wahlgang zu neuen Bürgermeister gewählt.

### Gemeinderat
Der Gemeinderat besteht aus 15 Mitgliedern und wird direkt gewählt. Die Gemeinderatswahl 2024 führte zu folgendem Ergebnis:
- Wahlkomitee Krzystof Cebula 40,1 % der Stimmen, 8 Sitze
- Wahlkomitee „Gemeinsam für die Gemeinde Proskau“ 33,1 % der Stimmen, 3 Sitze
- Schlesische Kommunalverwaltung (Deutsche Minderheit) 21,0 % der Stimmen, 3 Sitze
- Wahlkomitee Artur Piechaczek 4,9 % der Stimmen, kein Sitz
- Wahlkomitee Dawid Kochanek 0,0 % der Stimmen, 1 Sitz (*)
- Übrige 0,8 % der Stimmen, kein Sitz

(*) = Das Wahlkomitee kandidierte lediglich im Wahlkreis 9, in dem jedoch alle anderen Listen nicht antraten, womit ihr Dawid Kochanek ohne Wahl gewählt wurde.
Die Gemeinderatswahl 2018 führte zu folgendem Ergebnis:
- Wahlkomitee Deutsche Minderheit 45,3 % der Stimmen, 7 Sitze
- Wahlkomitee Krzystof Cebula 33,0 % der Stimmen, 3 Sitze
- Wahlkomitee „Gemeinsam für die Gemeinde Proskau“ 15,9 % der Stimmen, 3 Sitze
- Wahlkomitee „Zusammen für die Gemeinde Proskau“ 5,8 % der Stimmen, 2 Sitze

## Gliederung
Die Stadt-und-Land-Gemeinde Proskau hat etwa 9800 Einwohner. Zu ihr gehören mit dem Hauptort weitere Dörfer:
- Prószków/Proskau
- Boguschütz (Boguszyce; 1936–1945: Gottesdorf)
- Chrzumczütz (Chrząszczyce; 1933–1945: Schönkirch)
- Chrzowitz (Chrzowice; 1936–1945: Oderfelde)
- Ellguth Proskau (Ligota Prószkowska; 1936–1945: Frei Proskau)
- Follwark (Folwark; vor 1936: Fallwark, 1936–1945: Vorwerk)
- Gorek (Górki; vor 1936: Gorrek, 1936–1945: Kleinberg)
- Groß Schimnitz (Zimnice Wielkie; 1936–1945: Groß Schimmendorf)
- Jaschkowitz (Jaśkowice; 1936–1945: Johannsdorf)
- Klein Schimnitz (Zimnice Małe; 1936–1945: Klein Schimmendorf)
- Neuhammer (Nowa Kuźnia)
- Przyschetz (Przysiecz, 1931–1945: Lichtenwalde)
- Wilhelmsberg (Wybłyszczów)
- Zlattnik (Złotniki; 1935–1945: Goldenau)
- Zlönitz (Źlinice; 1936–1945: Glockenau)

Der Ort Winau (Winów) wurde zum 1. Januar 2017 in die Stadt Oppeln eingemeindet und schied aus der Gemeinde Proskau aus.

## Verkehr
Durch den Hauptort verlaufen die Woiwodschaftsstraßen DW 414 in Nord-Süd-Richtung sowie die DW429 in West-Ost-Richtung. Im Süden der Gemeinde verläuft die Autobahn A4.